# Tuba.tv
Tuba TV – internetowa telewizja, powstała w 2010. Dostępna była także na urządzeniach Samsung Smart TV.

## Historia
Informacje o tym, że Agora na poważnie myśli o posiadaniu własnej stacji telewizyjnej w mediach pojawiały się od 2008 roku. Początkowo spekulowano, że spółka będzie chciała przejąć informacyjną Superstację, albo muzyczno-interaktywny 4fun.tv. Ostatecznie Agora zdecydowała się na uruchomienie całkowicie nowej stacji telewizyjnej.
Muzyczno-rozrywkowy kanał Tuba TV od Krajowej Rady Radiofonii i Telewizji koncesję na nadawanie satelitarne otrzymała 10 lipca 2009 roku. Po roku przygotowań wystartował w poniedziałek 13 września 2010 roku dystrybuując swój sygnał wyłącznie w internecie.
W maju 2012 roku projekt tuba TV został przekształcony w platformę muzyczną dostępną wyłącznie na telewizorach Samsung Smart TV. Aplikacja podobnie jak tuba.fm dopasowuje muzykę w oparciu o preferencje użytkownika. tuba.TV posiada również kilkadziesiąt predefiniowanych kanałów telewizyjnych.
29 lutego 2016 zamknięto serwis Tuba.TV, udostępniający kanały z teledyskami muzycznymi.
W internecie dopełnieniem telewizji Tuba TV są:
- Tuba.fm (platforma z tematycznymi i indywidualnymi kanałami radiowymi)[2]
- oraz Tuba.pl (serwis z informacjami o muzyce)[2].

## Muzyka
Kanał prezentował muzykę taneczną z gatunków: dance, disco, elektro, house, clubmix, funky, soul, r’n’b, trance, techno oraz eurodance – zarówno najnowsze przeboje, jak i hity sprzed lat.

## Programy
| program                | premiera                    | prezenter           | tematyka                               |
| ---------------------- | --------------------------- | ------------------- | -------------------------------------- |
| Geek                   | poniedziałek, środa, piątek | Radosław Mróz       | gadżety i nowe technologie             |
| Hmm?!                  | codziennie                  | Mateusz Szymkowiak  | oprawa dnia – gwiazdy, show biznes     |
| Joypad                 | środa                       | –                   | gry komputerowe                        |
| Planet dance           | niedziela                   | –                   | DJ-e, muzyka klubowa, imprezy klubowe  |
| Powiedz to!            | sobota                      | Gabriela Drzewiecka | wywiady z gwiazdami                    |
| Tuba w wielkim mieście | wtorek, czwartek            | Mateusz Szymkowiak  | wydarzenia kulturalne, imprezy klubowe |
| Zip                    | poniedziałek, piątek        | Gabriela Drzewiecka | moda, uroda                            |
| Zuuum!                 | wtorek, czwartek            | Gabriela Drzewiecka | filmy, seriale, DVD, VOD               |

Początkowo, przez kilka pierwszych tygodni nadawania kanału, „Joypad” – program o grach komputerowych, nosił nazwę „GameCorner”.